# Episodi di Eureka (quinta stagione)
La quinta e ultima stagione della serie televisiva Eureka è stata trasmessa negli Stati Uniti d'America sul canale Syfy dal 16 aprile al 16 luglio 2012; composta da tredici episodi, costituisce la stagione finale della serie.
In Italia la stagione è stata trasmessa sul canale satellitare AXN Sci-Fi dal 2 gennaio al 13 febbraio 2013 (con numerazione episodi non coincidente con l'originale); in prima visione free è stata trasmessa dal 9 marzo 2013 su Rai 4.
| nº | Titolo originale    | Titolo italiano           | Prima TV USA   | Prima TV Italia  |
| -- | ------------------- | ------------------------- | -------------- | ---------------- |
| 1  | Lost                | Perduti nel tempo         | 16 aprile 2012 | 2 gennaio 2013   |
| 2  | The Real Thing      | Vite artificiali          | 23 aprile 2012 | 9 gennaio 2013   |
| 3  | Force Quit          | Uscita forzata            | 30 aprile 2012 | 2 gennaio 2013   |
| 4  | Friendly Fire       | Fuoco amico               | 14 maggio 2012 | 16 gennaio 2013  |
| 5  | Jack of All Trades  | Scambi neuronali          | 7 maggio 2012  | 13 gennaio 2013  |
| 6  | Worst Case Scenario | La peggiore delle ipotesi | 21 maggio 2012 | 13 gennaio 2013  |
| 7  | Ex Machina          | Tutto per un amico        | 4 giugno 2012  | 23 gennaio 2013  |
| 8  | In Too Deep         | Matrimonio sott'acqua     | 11 giugno 2012 | 27 gennaio 2013  |
| 9  | Smarter Carter      | Quel genio di Carter      | 18 giugno 2012 | 23 gennaio 2013  |
| 10 | The Honeymooners    | In luna di miele          | 25 giugno 2012 | 30 gennaio 2013  |
| 11 | Mirror, Mirror      | La polvere intelligente   | 2 luglio 2012  | 6 febbraio 2013  |
| 12 | Double Take         | L'attacco dei cloni       | 9 luglio 2012  | 6 febbraio 2013  |
| 13 | Just Another Day    | Solo un altro giorno      | 16 luglio 2012 | 13 febbraio 2013 |

## Perduti nel tempo
- Titolo originale: Lost
- Diretto da: Matthew Hastings
- Scritto da: Jaime Paglia

### Trama
Allison e l'equipaggio riescono a riportare l'Astraeus a Eureka, scoprendo che sulla Terra sono passati quattro anni dalla loro partenza. Eureka è ora controllata dalle intelligenze artificiali: S.A.R.A. gestisce la Global Dynamics, Andy, la cui programmazione è stata radicalmente modificata, si occupa della sicurezza, Jo è di nuovo il vicesceriffo e Henry è stato allontanato perché ritenuto responsabile della perdita dell'Astraeus. Allison e Zane hanno inoltre un'amarissima delusione quando scoprono che Carter e Jo, in seguito alla loro scomparsa, si sono messi insieme. Zane riesce a infiltrare un virus nel mainframe della Global e a disattivare le intelligenze artificiali, restituendo il controllo della città agli umani, e Fargo può riprendere la direzione della Global. L'episodio si chiude con la scioccante rivelazione che tutto ciò che è accaduto è un'illusione: l'Astraeus è stato infatti dirottato dal Consorzio e ora Allison e l'equipaggio sono tenuti prigionieri da Beverly Barlowe in una realtà virtuale.
- Guest Star: Wil Wheaton (Dr. Isaac Parrish), Kavan Smith (Andy), Felicia Day (Holly Marten), Tembi Locke (Grace Monroe), Chris Gauthier (Vincent), Jordenn Thompson (Jenna Blake).
- Altri interpreti: Debrah Farentino (Beverly Barlowe), Martin Cummins (Dekker), Patricia Isaac (tecnico), Rif Hutton (voce originale del computer di Astraeus).

## Vite artificiali
- Titolo originale: The Real Thing
- Diretto da: Michael Robison
- Scritto da: Bruce Miller

### Trama
È passato un mese dalla scomparsa dell'Astraeus, e Carter e Henry proseguono le ricerche nonostante l'ordine di sospensione del Dipartimento della Difesa. Il Consorzio mantiene Allison e l'equipaggio nella simulazione per poter sfruttare il loro genio: infatti, anche se il mondo in cui si trovano è fittizio, le scoperte scientifiche che faranno continuando a vivere e lavorare in esso sono reali e il Consorzio potrà impadronirsene. Grazie a un rilevatore progettato da Kevin e con l'aiuto di Jo, tornata per aiutarli, Carter e gli scienziati di Eureka rintracciano l'Astraeus, ma il covo del Consorzio è altrove; Carter, tuttavia, esaminando le registrazioni del giorno del lancio capisce che la talpa che ha permesso il dirottamento è la senatrice Wen. Nella simulazione, intanto, la presenza imprevista di Allison sovraccarica il sistema, generando diverse anomalie che rischiano di compromettere il piano; la prima a scoprire l'inganno è Holly, che viene perciò disconnessa e uccisa dalla Wen in persona nonostante l'opposizione di Beverly.
- Guest Star: Ming-Na Wen (senatrice Michaela Wen), Felicia Day (Holly Marten), Debrah Farentino (Beverly Barlowe), Tembi Locke (Grace Monroe), Martin Cummins (Dekker), Chris Gauthier (Vincent), Trevor Jackson (Kevin Blake), Ben Ratner (Dr. Fung).
- Altri interpreti: Jonathan Holmes (membro del Consorzio #1), Paula Lindberg (ingegnere neurale #1), Sara Afful (poliziotta), Christina Jasztrembska (donna anziana), Christina Sicoli (tecnico della Global Dynamics #2), Viv Leacock (guardia #1), Jase-Anthony Griffith (guardia #2).

## Uscita forzata
- Titolo originale: Force Quit
- Diretto da: Mike Rohl
- Scritto da: Terri Hughes Burton, Ron Milbauer

### Trama
Beverly si consegna a Carter, Henry e Jo per aiutarli a fermare la senatrice Wen, ormai fuori controllo e determinata a eliminare ogni minaccia ai piani del Consorzio: l'equipaggio dell'Astraeus dubita sempre più della realtà indotta dalla simulazione e se scopriranno la verità verranno tutti uccisi, come accaduto a Holly. Beverly si offre di aiutarli a trovare il laboratorio mobile del Consorzio: per riuscirci, Carter dovrà inserirsi nella simulazione e far esplodere l'Astraeus, evento che provocherà un picco energetico che renderà localizzabile il laboratorio. L'impresa ha buon esito e l'equipaggio dell'Astraeus è salvo, ma Fargo è distrutto nell'apprendere della morte di Holly. La Wen non può essere arrestata per mancanza di prove, ma verrà resa inoffensiva da Beverly, che la imprigiona in una simulazione.
- Guest Star: Ming-Na Wen (senatrice Michaela Wen), Debrah Farentino (Beverly Barlowe), Martin Cummins (Dekker), Tembi Locke (Grace Monroe), Trevor Jackson (Kevin Blake), Kavan Smith (vicesceriffo Andy 2.0), Jordenn Thompson (Jenna Blake).
- Altri interpreti: Jeffery Kaiser (tecnico della Global Dynamics), Paula Lindberg (ingegnere neurale #1), Demord Dann (guardia di sicurezza).

## Fuoco amico
- Titolo originale: Friendly Fire
- Diretto da: Mike Rohl
- Scritto da: Amy Berg

### Trama
L'equipaggio fatica a riprendere la propria vita: Allison e Zane ce l'hanno ancora con Carter e Jo a causa della relazione che le loro proiezioni avevano nella simulazione, Grace non riesce più a fidarsi di Henry, che nella realtà virtuale aveva tentato di ucciderla, e Fargo fatica a superare la morte di Holly. Un dispositivo di Parrish progettato per spegnere gli incendi assorbendone il calore va fuori controllo a causa di un'interferenza, che si scoprono essere alcune onde cerebrali anomale emesse da tutti coloro che sono stati collegati alla simulazione. Risolto il problema, i protagonisti hanno finalmente modo di chiarirsi e Fargo affronta il dolore grazie al sostegno di un amico imprevisto.
- Guest Star: Wil Wheaton (Dr. Isaac Parrish), Tembi Locke (Grace Monroe), Trevor Jackson (Kevin Blake), Kavan Smith (vicesceriffo Andy 2.0), Chris Gauthier (Vincent), Christopher Jacot (Larry Haberman).
- Altri interpreti: Nevaeh Kidd (Jenna Blake), Andrew Coghlan (tecnico del dolore #1), Peter Ciuffa (tecnico del dolore #2), Andrew Cownden (tecnico), Troy Rudolph (Dr. Tuchman).

## Scambi neuronali
- Titolo originale: Jack of All Trades
- Diretto da: Jaime Paglia
- Scritto da: Eric Wallace

### Trama
Warren Hughes arriva a Eureka per una valutazione dell'equipaggio dell'Astraeus. Tra Carter e i membri della missione iniziano a verificarsi continui scambi di corpo; la causa sono ancora una volta le onde cerebrali anomale dovute alla simulazione, che hanno connesso tra loro i membri di Astraeus in modo simile a una rete Wi-Fi e hanno reso Carter una specie di router. Ciò è accaduto perché Zane ha riattivato il macchinario per la simulazione per condurre alcuni test; le sue analisi rivelano che la coscienza di Holly potrebbe trovarsi ancora nel programma, ma se il macchinario non verrà spento, la connessione finirà per provocare danni permanenti a Carter e agli altri. A malincuore, Fargo autorizza lo spegnimento, ma Carter finisce in coma; per fortuna, Allison riesce a salvarlo e tutto si conclude per il meglio. L'esperienza è servita a far riflettere tutti: Hughes autorizza i membri di Astraeus a tornare al lavoro, Carter chiede finalmente ad Allison di sposarlo e Grace decide di prendersi un'aspettativa dalla Global, lasciando per un po' Eureka.
- Guest Star: Wallace Shawn (Dr. Warren Hughes), Tembi Locke (Grace Monroe), Chris Gauthier (Vincent).
- Altri interpreti: Craig Anderson (Dr. Fowler), Aliyah O'Brien (guidatrice), Wesley Salter (tecnico).

## La peggiore delle ipotesi
- Titolo originale: Worst Case Scenario
- Diretto da: Salli Richardson-Whitfield
- Scritto da: Jill Blotevogel

### Trama
Zane, sfruttando il residuo di onda cerebrale di Holly rilevato durante l'incidente, aiuta Fargo a rientrare nella realtà virtuale per poterla vedere un'ultima volta; la coscienza di Holly, però, è perfettamente intatta, e Fargo non ha il coraggio di lasciarla andare. Una simulazione di uno scenario catastrofico causa una catena di autentici disastri sempre più gravi; la causa è il supercomputer che ha progettato la simulazione, che sta aumentando il realismo provocando una vera emergenza. Grazie a una barriera elettromagnetica creata da Zane, Carter e Fargo riescono a scongiurare il disastro peggiore pensato dal computer, ovvero un bombardamento missilistico, ed Eureka è salva. Allison e Jo chiariscono alcune incomprensioni createsi durante l'incidente dello scambio di corpi e finalmente Carter e Allison possono festeggiare il loro fidanzamento.
- Guest Star: Felicia Day (Holly Marten), Kavan Smith (vicesceriffo Andy 2.0), Eugene Byrd (Dr. Michael Clark), Chris Gauthier (Vincent), Christopher Jacot (Larry Haberman).
- Altri interpreti: Wesley Salter (ingegnere), Leo Chiang (guardia di sicurezza), Justin Kim (medico), Jackie Gonneau (voce originale del computer).

## Tutto per un amico
- Titolo originale: Ex Machina
- Diretto da: Michael Robison
- Scritto da: Kira Snyder

### Trama
Fargo è convinto che Holly sia viva e sia possibile estrarla dalla realtà virtuale, ma la Difesa sequestra il computer generatore della simulazione e decide di cancellarne l'hard disk; prima di consegnare la strumentazione, Zane riesce a duplicare il tracciato di Holly e a trasferirlo nel mainframe della Global. Nel tentativo di mettersi in contatto, Holly causa alcuni malfunzionamenti, e il maggiore Shaw, inviato della Difesa, inserisce nel mainframe un antivirus credendo che si tratti di un tentativo d'infiltrazione; Zane, Jo e Allison tentano di ritardarlo mentre Henry realizza un nuovo hard disk in grado di contenere e proteggere Holly. Alla fine, Henry riesce a salvarla e a inserirla nel mainframe di S.A.R.A., dandole modo di manifestarsi come ologramma: Fargo e Holly possono così continuare a stare insieme.
- Guest Star: Felicia Day (Holly Marten), Roger Cross (maggiore William Shaw), Chris Gauthier (Vincent).

## Matrimonio sott'acqua
- Titolo originale: In Too Deep
- Diretto da: Colin Ferguson
- Scritto da: Terri Hughes Burton, Ron Milbauer

### Trama
È il giorno di Feynman, una versione in stile Eureka del pesce d'Aprile in cui i cittadini festeggiano a colpi di burle altamente tecnologiche. Carter organizza per Allison una giornata romantica nel laboratorio mobile subacqueo della Global; Allison è a disagio perché non ha ancora trovato il coraggio di informare la sua famiglia del matrimonio, e alla fine confessa a Carter di essere spaventata da ciò che potrebbe accadere se le cose tra loro non funzionassero. Un incidente in parte causato dagli scherzi provoca alcuni allagamenti alla Global e una perturbazione che fa sprofondare in un abisso il sottomarino di Carter e Allison; Zane, appena promosso a capo della Sezione 5, Jo e Henry cercano di salvarli prima che sia troppo tardi. Di fronte alla prospettiva di una probabile morte, Carter e Allison si chiariscono e si sposano all'istante con una cerimonia improvvisata da Henry. I due vengono salvati grazie a un sistema di teletrasporto sperimentale, e tutto si conclude per il meglio. Fargo scopre che S.A.R.A. non riesce a gestire la programmazione di Holly, che quindi morirà definitivamente molto presto, e insieme a Zane si mette al lavoro per salvarla.
- Guest Star: Felicia Day (Holly Marten), Kavan Smith (vicesceriffo Andy 2.0), Trevor Jackson (Kevin Blake), Chris Gauthier (Vincent), Christopher Jacot (Larry Haberman).
- Altri interpreti: Craig Anderson (Dr. Nick Fowler), Nevaeh Kidd (Jenna Blake), Sunita Prasad (tecnico).

## Quel genio di Carter
- Titolo originale: Smarter Carter
- Diretto da: Alexandra La Roche
- Scritto da: Paula Yoo, Ed Fowler

### Trama
Marcus Blake, brillante scienziato e fratello di Allison, è in visita a Eureka, ma ha una pessima impressione di Carter, non ritenendolo all'altezza della sorella. L'intelligenza di Carter aumenta inspiegabilmente nel giro di poche ore, trasformandolo in un genio, ma rendendolo anche una persona molto diversa; Allison, preoccupata, conduce delle analisi e scopre che Kevin gli ha somministrato di nascosto uno stimolante per aiutarlo a tenere testa a Marcus. Carter potenzia Andy con un processore di propria ideazione che però lo costringe ad assorbire quantità di energia esorbitanti, fino a creare in lui una pericolosa dipendenza; a causa del suo nuovo genio, però, Carter considera Andy solo una macchina e non si rende conto del male che gli sta facendo. Henry e Zane lavorano in segreto a un modo per ricreare il corpo di Holly; Jo fa il possibile per coprirli, ma Parrish li scopre e li denuncia a Fargo che, dapprima contrariato, decide di aiutarli. Allison e Jo riescono a fermare Andy in tempo per impedirgli di prosciugare S.A.R.A.; Carter rimuove il processore, ma si rende conto che l'intelligenza lo ha privato della parte migliore di sé e permette ad Allison di riportarlo alla normalità.
- Guest Star: Wil Wheaton (Dr. Isaac Parrish), Felicia Day (Holly Marten), Dondré T. Whitfield (Dr. Marcus Blake), Kavan Smith (vicesceriffo Andy 2.0), Chris Gauthier (Vincent), Trevor Jackson (Kevin Blake).
- Altri interpreti: Erin Simms (giovane scienziata), C. Douglas Quan (Dr. Horikoshi).

#### Curiosità
- Dondré T. Whitfield, nell'episodio interprete di Marcus, il fratello di Allison, nella realtà è il marito di Salli Richardson.

## In luna di miele
- Titolo originale: The Honeymooners
- Diretto da: Joe Morton
- Scritto da: Erich Tuchman

### Trama
Zane, Henry, Fargo e Grace, tornata per dare loro una mano, riescono a ricreare il corpo di Holly e a trasferirvi la sua coscienza. Tutto sembra andato per il meglio, ma Holly inizia a soffrire d'improvvisi flashback in cui è convinta di essere ancora prigioniera della realtà virtuale; per fortuna, Zane riuscirà a guarirla. Carter, per la luna di miele, decide di ristrutturare la vecchia baita di Cobb fuori città assieme ad Allison, che però non condivide i gusti spartani del marito. Durante i lavori, i due trovano per caso una cassaforte contenente alcuni fascicoli di Cobb; esaminandoli, Jo, Andy e Henry scoprono che Cobb indagava su una rete di spionaggio che si scopre essere il Consorzio e che a Eureka c'è ancora un agente in circolazione, ovvero Grace. Tutti sono sconvolti, soprattutto Henry; Grace confessa di aver fatto parte del Consorzio, ma sostiene anche di aver lasciato l'organizzazione da anni e di non aver nulla a che fare con il dirottamento dell'Astraeus. Il motivo della sua presenza a Eureka è proteggere colui che l'aveva messa in contatto con Beverly Barlowe, ossia lo stesso Henry, e quest'ultimo, allibito, si rende conto che nella nuova linea temporale lui stesso è stato un agente del Consorzio.
- Guest Star: Felicia Day (Holly Marten), Tembi Locke (Grace Monroe), Chris Gauthier (Vincent), Kavan Smith (vicesceriffo Andy 2.0).

## La polvere intelligente
- Titolo originale: Mirror, Mirror
- Diretto da: Mike Rohl
- Scritto da: Bruce Miller

### Trama
Il maggiore Shaw arriva a Eureka per prendere in consegna Grace e scoprire altri infiltrati; Henry, sebbene consapevole che a essere stato una spia del Consorzio è in realtà una sua versione alternativa e che di fatto lui non ha alcuna responsabilità, decide di consegnarsi. Holly viene ipnotizzata attraverso un misterioso messaggio e-mail e diviene ossessionata dalla stampa tridimensionale dei corpi, la stessa tecnica usata per lei. La Global testa una polvere intelligente composta di titanio e bario per contrastare il riscaldamento globale, ma qualcosa va storto e la polvere si disperde, generando interferenze elettromagnetiche che disturbano le comunicazioni; la responsabile è Holly, che ha sabotato l'apparecchiatura dietro l'influsso del messaggio e ha ipnotizzato Andy affinché le facesse da complice. Zane e Allison scoprono che il messaggio è un'istruzione inviata da qualcuno nella realtà virtuale che si sta servendo di Holly per costruirsi un corpo; la stessa persona, inoltre, sta sfruttando la polvere intelligente come diversivo. Carter scopre che Jo e Henry sono stati catturati e rimpiazzati da loro copie create attraverso la stampa, ma viene messo fuori combattimento da Holly.
- Guest Star: Felicia Day (Holly Marten), Tembi Locke (Grace Monroe), Kavan Smith (vicesceriffo Andy 2.0), Roger Cross (maggiore William Shaw).
- Altri interpreti: Forbes Angus (Dr. Selikoff), Revard Dufresne (guardia), John Paul McGlynn (tecnico), Jackie Gonneau (voce originale del computer).

## L'attacco dei cloni
- Titolo originale: Double Take
- Diretto da: Matthew Hastings
- Scritto da: Margaret Dunlap, Nina Fiore, John Herrera

### Trama
Le copie, a cui ora si è aggiunta quella di Carter, sequestrano uno dopo l'altro i cittadini, inclusa Grace, e li inseriscono nella simulazione di Eureka in cui Beverly aveva imprigionato l'equipaggio dell'Astraeus: i cloni sono infatti le proiezioni che popolavano la simulazione, e manipolando Holly hanno fatto il download di loro stessi nei corpi stampati con l'obiettivo di sostituirsi alle loro controparti reali. Zane e Parrish mettono a punto un dispositivo in grado di eliminare i cloni, ma vengono catturati; Fargo e Allison, riusciti a prendere Holly, la usano come esca per scoprire la base dei doppioni e attivare il dispositivo. Con l'aiuto di Carter, riuscito a lasciare la simulazione, Allison riesce ad accendere il dispositivo e i cloni vengono messi fuori combattimento, ma anche Holly riporta dei danni, perdendo la memoria di tutto il tempo trascorso a Eureka e quindi scordandosi anche di Fargo. Il maggiore Shaw informa i cittadini che, in seguito al problema dei cloni, la Difesa ha deciso di tagliare permanentemente i fondi alla Global: Eureka verrà quindi chiusa.
- Guest Star: Wil Wheaton (Dr. Isaac Parrish), Felicia Day (Holly Marten), Tembi Locke (Grace Monroe), Kavan Smith (vicesceriffo Andy 2.0), Trevor Jackson (Kevin Blake), Roger Cross (maggiore William Shaw), Jordenn Thompson (falsa Jenna Blake), Chris Gauthier (Vincent), Christopher Jacot (Larry Haberman).
- Altri interpreti: Jason Poulsen (Dr. Wells), Elizabeth Thai (Dr. Yoo), Geoff Gustafson (Dr. Tuchman), Leo Chiang (guardia), Ileeya Brown (Jenna Blake).

## Solo un altro giorno
- Titolo originale: Just Another Day...
- Diretto da: Matthew Hastings
- Scritto da: Bruce Miller, Jaime Paglia

### Trama
I cittadini si preparano a lasciare Eureka: Zoe, ormai prossima alla laurea, torna in città per gli ultimi saluti, Jo e Zane valutano diverse proposte di lavoro, Allison aiuta Holly a recuperare la memoria e Henry cerca di saperne di più sul "suo" ruolo nel Consorzio, ma i piani di tutti sono complicati dalla comparsa in città di wormhole così instabili da rischiare di fare a pezzi chiunque si trovi ad attraversarli. L'origine è un problema con un sistema di teletrasporto quantistico, il cui stabilizzatore è stato rimosso per errore durante lo smantellamento della Global; per fortuna, alla fine tutto verrà risolto. Henry incontra Beverly, ormai non più agente del Consorzio, e la prega di aiutare Grace, ingiustamente accusata del dirottamento dell'Astraeus; grazie a una soffiata di Beverly alla Difesa, Grace viene scagionata e può riabbracciare Henry. Trevor Grant, divenuto miliardario, torna a Eureka e rivela di aver acquistato la città, che potrà così continuare a esistere; Fargo decide di lasciare la Global per seguire Holly, che ha recuperato la memoria e ha accettato un lavoro al DARPA, Henry diventa il nuovo direttore, Jo e Zane decidono di sposarsi e Allison annuncia a Carter di aspettare un bambino. La puntata e la serie si chiudono con una scena che riprende un evento accaduto nel primo episodio: mentre Carter accompagna Zoe in aeroporto, la loro macchina passa accanto a un'altra, diretta a Eureka, a bordo della quale ci sono loro stessi il giorno del loro arrivo in città, diversi anni prima. Una qualche anomalia ha evidentemente fatto incrociare le due linee temporali, ma Carter non si preoccupa e, sorridendo, decide che ci penserà l'indomani.
- Guest Star: James Callis (Trevor Grant), Wil Wheaton (Dr. Isaac Parrish), Felicia Day (Holly Marten), Jordan Hinson (Zoe Carter), Matt Frewer (Jim Taggart), Debrah Farentino (Beverly Barlowe), Tembi Locke (Grace Monroe), Trevor Jackson (Kevin Blake), Kavan Smith (vicesceriffo Andy 2.0), Chris Gauthier (Vince), Christopher Jacot (Larry Haberman), Grant Imahara (esperto in robotica).
- Altri interpreti: Matt Hastings (Robert), Ileeya Brown (Jenna Blake), Keith Wilson (Roy Baker), Bryan Wilson (Ray Baker).

## Curiosità
- Nell'ultimo episodio fa un'apparizione di pochi secondi (nella parte di uno scienziato chiamato Poindexter) Grant Imahara, dalla trasmissione MythBusters.
- Sempre nell'ultimo episodio, la scena finale vede lo sceriffo Carter accompagnare con la macchina di servizio Zoe in aeroporto sotto la pioggia. Prima di uscire da Eureka i due incrociano per strada una macchina... in cui Zoe rivede sé stessa e suo padre quando sono arrivati la prima volta a Eureka (inizio della prima stagione).

Nel primo episodio c'è il contributo di Wil Wheaton (in "Star Trek - The next generation" Wesley), come ricercatore. Le sue apparizioni sono state frequenti anche in altri Telefilm e Sit Comedy.